# 限界団地 (テレビドラマ)
『限界団地』（げんかいだんち）は、2018年6月2日から7月28日まで東海テレビの制作により、フジテレビ系「オトナの土ドラ」枠で放送されたテレビドラマである。主演は本作が連続ドラマ初主演となる佐野史郎。
タイトルの通り限界団地を舞台としたサイコサスペンスストーリーで、団地を守るスーパーヒーローを自称した壮年男性の暴走を描く。

## あらすじ
幼少期にあやめ町団地に住んでいたという老人・寺内誠司（佐野史郎）が再び孫娘の穂乃花（渡邊詩）と父の仁（山谷初男）を連れて桜井江里子（足立梨花）の隣の部屋に引っ越してきた。持病や掛かり付けの病院を書きこむためのカードや、ドアノブカバーを配ったり、不法投棄された粗大ごみを解体し、回覧板を配り始めるなど、穏やかな笑顔を見せて団地の住人に善意を尽くす誠司。しかし、かつては「夢のニュータウン」と呼ばれていたあやめ町団地は、現在は自治体もまともな活動もしておらず、荒れ果てていた。ある日、寺内と穂乃花と団地の近所の公園で遊んでいた江梨子と夫の高志（迫田孝也）と息子の颯斗（前田虎徹）の前に菊池史代（朝加真由美）という女性が現われた。史代は1年前に自宅の火災で死亡した穂乃花の母の母（穂乃花の母方の祖母）らしく、「娘は寺内に殺された」と言い出す。寺内は史代のことを異常な老人のように言い、江梨子も信じていなかったが、高志だけは寺内に不信感を抱き始めていた。その後、小学校の宿題で身の回りの人に作文を書くことになった穂乃花は数日前に飴をくれた住人・松本武雄（柴田義之）に感謝の手紙を書いて渡すが、「汚い字だな」とけなし、また「この団地が好きですか？」という質問に「好きじゃねぇよ。こんな汚い団地」などと言われ、追い返されてしまう。さらに、あやめ町団地をけなしていたため、たたいてけがをさせてしまった同級生の母親・小林友美（福田ゆみ）に謝罪の手紙を書いて渡すが、またしても追い返されてしまった。その後、数日前に妻に先立たれたという団地の古い住人・与田庄一（小松政夫）は首をつって自殺し、松本も部屋の浴室で不可解な死に方をしているのが見つかり、小林の住む一軒家は何者かに放火され、焼失してしまった。身の回りで不可解な出来事が相次いで起こり、団地を変えようとするようになったあやめ町団地の住人たち。それを見た寺内は江里子に「与田さんや松本が死んだおかげで住人たちが変わってくれた」と言った。

## キャスト

### 寺内家
寺内誠司〈62〉
演 - 佐野史郎（幼少時代：寺内勇貴、中学生時代：福崎那由他）
本作の主人公。元々あやめ町団地の住人だったが、息子の結婚を機に離れていたものの息子夫婦が火事で亡くなったのを機に団地に父・仁と孫・穂乃花を連れて移り住む。一家で暮らす部屋のほか、「幽霊部屋」と呼ばれるかつて暮らしていた部屋も借り上げており、自分の不都合や荷物をしまう倉庫（後に潜伏先）として使っていた。
息子夫婦の死は煙草の不始末だとされていたが、実際には誠司が二人を気絶させた後に息子一家の家に火をつけて殺害。息子夫婦の死亡保険金などにより、億単位の現金を保有している。穂乃花同様、息子夫婦には愛情を見せる素振りは一切ない。
大学教授だった妻の生前、定年退職前にリストラにあい、専業主夫として暮らしていたため、裁縫や料理を含む生活能力が非常に高い。また外面が良く、次々と団地を改革していくなど行動力もあり、団地の住民からの信頼は厚いが、その裏で団地を自らの理想郷と捉え、溺愛する穂乃花のためにも、その平穏と安寧を保つことに異常に執着している。そのためには手段を問わず、周りの人間を次々と罠にはめ、穂乃花に横柄な態度をとった独居老人のほか、最初に移り住んだ頃の知人でもお構いなしに次々と殺害・追放していく。その姿を自称スーパーヒーロー「ダンチマン」と位置づけている。
第5話での仁からの暴露を受け、第6話での金田に調査を依頼した結果、死別した妻に生前浮気されていたことを知り、理想の家族とは程遠い生活をしていたことを思い知らされる。その後、妻の墓前で妻の浮気を許すとしたが、代償として「君が生んだ子どもたちとはお別れだ」と共に収められていた息子夫婦の遺骨を（穂乃花の正気を取り戻させるための除霊の意味も込めて）ドラム缶に放り込み焼却処分する。
第8話冒頭で起きた事件にて、江理子に刺されるも、血だらけになりながら穂乃果を追って外に出て、河川敷で高志に殴られ転落する。その際に頭を強く打ち10ヶ月もの間昏睡状態となる。しかしその後、奇跡的に回復し、病室から脱走。引き続き裏で繋がっていた金田の情報を頼りに、江理子を殺そうとしていた高志を絞殺する。最終的には、穂乃果の8歳の誕生日を前に江理子に潜伏場所を通報され、殺人容疑で逮捕されるが、その後の取り調べの際もなお「刑務所内でも回覧板を回しますよ」と団地に執着する様子を見せた。
寺内穂乃花〈6〉
演 - 渡邊詩
誠司の孫。誠司を「おじいちゃん」と呼び慕っている。誠司曰く「両親は穂乃花を傷つけることしかしなかった」らしく、家族愛に恵まれない家庭環境で育った過去を持つこともあり、愛情に飢えている。時折亡き両親の霊が見えているかのような言動を行う。
実は誠司が実行した両親殺害を含む一連の事件の真相を全て知っていた。ある日、亡き両親の霊と会話したそぶりを見せた後、一言も発しなくなり、川に飛び降りて自殺未遂をする。
最終話にて、誠司と江理子の修羅場を目撃し、誠司を「ひとごろし」「だいっきらい」「しんじゃえ」などと罵倒し突き放す。後にそのことを後悔し、江理子に「（おじいちゃんに）謝りたい」と話すが、誠司の逮捕でそれも叶わなくなった。一連の事件後、桜井家の養女として江理子の下で暮らすようになる。
寺内仁〈84〉
演 - 山谷初男
誠司の父。穂乃花の曽祖父。穂乃花からは「ひいおじいちゃん」と呼び慕われている。歳のせいか物忘れが激しく、誠司との老老介護状態だったが、実際には孫夫婦を殺した誠司が恐ろしくなり、ボケたふりをしていた。
誠司が加代子の夫を殺したことを知る数少ない人物であり、妻との生活を壊したくない一心でそのことを50年間隠し続けてきた。しかし息子夫婦を手にかけて以降狂っていった誠司を止めるべく、「誠司の妻が大学の同僚と不倫していたこと」「加代子の夫や孫夫婦を殺したこと」を住人に暴露するなど、誠司への警告と住民へのSOSを発信していたが、そのことを誠司に見抜かれ恫喝され続けたトラウマが原因で本当に認知症となってしまい、老人ホームへと入所する。

### 桜井家
桜井江理子〈26〉
演 - 足立梨花
本作のヒロイン。あやめ町団地の寺内一家の向かいの号室に住む専業主婦、高志の妻。誠司曰く「理想の団地妻」。引っ込み思案な性格で、夫にも頭が上がらず、肩身の狭い思いをしながら暮らしていた。加代子に隠し撮りされた写真を見た誠司によって、穂乃花の「理想の母親」に適任であると思われている。
誠司や穂乃花との交流を得て気弱な面は克服していき、高志の警察沙汰を機に彼との決別を決意、高志を排除するため離婚前提で別居させた。その後も誠司との交流を続けるが、誠司の本性を知ったことで彼を拒絶するようになる。しかし、誠司への恩や彼の陰謀により逆らえなくなってしまう。
最終話にて、誠司を団地から排除した後、穂乃果を家族として迎え入れ、颯斗と3人で別の団地で暮らす。移住後は絵本作家として生計を立てている。しかしその裏で、事実上の「2代目ダンチマン」に変貌しており、誠司同様に団地に執着するようになり、最後は団地を小馬鹿にした穂乃果の同級生の家に放火したことを示唆する描写がなされた。
桜井高志〈38〉
演 - 迫田孝也
江理子の夫。妻である江理子にモラハラを受けさせている上、不倫している。誠司が引っ越してきて以降に起こる不審な出来事から、不信感を抱き、誠司とその近親者から避けるようになっていた。
職場の同僚と不倫関係にあったことを知った誠司の罠にはまり、不倫相手を覚醒剤（史代が寺内一家のタンスに隠したもの）で殺されてしまう。そのせいで自身にも薬物使用の容疑がかかってしまい、仕事をも失い、江理子に家から追い出され別居状態となる。その後、ヤケ酒を煽っていた時に誠司から手切れ金を受け取っており、それを使って食いつないでいた。
第7話で団地に戻り、穂乃花を誘拐して団地の一室に監禁し、誠司を脅迫したが、偶然見かけていた金田によって穂乃果の居場所がバレてしまう。最終話にて、血だらけの誠司を殴り気絶させ、逃走直後に江理子との復縁を実行しようとするが、江理子から「私達にあなたは必要ない」と罵倒されるほど拒絶され逆上、江理子に暴力をふるったため警察の厄介になるも、交番の巡査に暴行を加え逃亡、江理子に逆恨みし彼女を殺すべく漫画喫茶に潜伏する。しかし、そのことを金田に知らされた誠司によって殺害される。
桜井颯斗〈6〉
演 - 前田虎徹
江理子と高志の息子。穂乃花の同級生。江理子同様に内向的な性格をしている。

### あやめ町団地の関係者
金田哲平〈42〉
演 - 山崎樹範
あやめ町団地自治会長。ヘビースモーカーでだらしない性格をしており、昼間から集会所で成人向け雑誌を読みふけったり、自室でアダルトビデオを鑑賞したりする。
利害の一致で誠司を手を組んだことをきっかけに、かつての夢であった探偵を誠司に叶えてもらう。この夢の名残からか盗聴器やハッキングに詳しく、金に目が眩んで史代に誠司の様子を逐次報告するなど、違法行為を行っている、狂気にまみれた誠司の本性を知る数少ない人物だが、度々口車に乗せられていい気になってしまい、誠司に協力してしまう。また、過去に霊能力詐欺師の片棒を担いでいたことがあるため、過去の悪行をもみ消すべく誠司をけしかけて霊能力詐欺師を殺害させた。
最終話にて、取り壊し前のあやめ町団地から最後に退去することになる。誠司の狂気に慄くものの、すぐに口止め料を要求するなど、全く懲りておらず、皮肉にも退去するまで誠司から大金を手に入れることになる。また、特に自身の悪行・犯罪が明るみに出る事もなければ命の危険にさらされることもなく、新たな道へ進むことになった。
東加代子〈74〉
演 - 江波杏子（若い頃：太田緑ロランス）
団地の住人の一人。当時を知る住人曰く、若い頃はかなりの美貌だった。また、移り住んだ当初から住んでいた（当時中学生だった）誠司とは仲が良かった。
かつては夫からDVを受けており、その現場を目撃した誠司が夫を殺してしまう。これが誠司にとって最初の殺人となる。以来夫の遺骨をトランクに詰め込み、同じ部屋で生活を続けていた。誠司とは長らく協力関係にあったが、誠司が見つけてくれた夫の遺骨を自ら燃やした後、誠司に自分を殺すよう依頼し、命を絶った。
八十島花子〈47〉
演 - 阿南敦子
あやめ町団地の金田の向かいの号室に住む女性。未亡人であり、夫を失った悲しみに苛まれていたため、大音量で夫の好きだったデュエットソングを歌う等していた。
金田とは険悪な関係になっていたが、そのことを知った誠司により団地の自治会でのど自慢の機会を設けられ、金田と和解する。和解以降、ドラマを通して金田との仲は良好になっている。また、誠司の行動に感化されたため、団地の住民に手作りのお菓子を差し入れするようになる。
村瀬弘志〈66〉
演 - 伊藤正之
あやめ町団地の住人。いつも五木田と一緒にいる。
チャン・リンリン〈21〉
演 - 川添野愛
あやめ町団地住人の中国人。八十島同様、誠司の行動に感化されるようになる。ストーカーに悩まされていたが、誠司にけしかけられた金田によってストーカーの正体を突き止めてもらった。
麻生知恵〈52〉
演 - 鈴樹志保
あやめ町団地の住人。颯斗の同級生の母親で、PTAの関係の癖からか江理子のことを「颯斗くんママ」と呼ぶ。
五木田幹朗〈76〉
演 - 古川がん
あやめ町団地の住人。村瀬からは「ゴキちゃん」と呼ばれている。
最終話にて、団地取り壊しが決定したため周りが去っていく中、最後まで立ち退かず、金田と共に団地に残っていたが、生活態度が一変し、ゴミ屋敷の中で孤独死してしまう。
井上米子
演 - 仲野元子
団地の住人。田丸に亡くなった夫の趣味や特技を当てられ、彼を本物の霊媒師だと信じていた。完全に寺内を善人だと信じており、二宮を団地から追い出そうとしていた。

### その他の人物
菊池史代〈58〉
演 - 朝加真由美
穂乃花の母方の祖母。誠司の息子の結婚相手の母親。余命幾ばくもなく、誠司が娘夫婦を殺した証拠をつかもうと度々入院先から脱走しては誠司に連れ戻されている。
誠司を止め、穂乃花を救うべく団地住人をあの手この手でけしかけようとするが、ことごとく事態を察知した誠司に妨害され、「ただの心身を病んだ老人」と見なされてしまう。その後、どこからともなく覚醒剤を手に入れ寺内一家の部屋に隠し誠司をはめようとするが、これも利用されてしまい、最終的には病室で金田と会話しているところを誠司に見つかり、殺害される。
二宮勇人
演 - 郭智博
江理子の高校時代の先輩。あやめ町団地の取り壊し計画を担当する。メンヘラの元恋人・影山からのストーカーに悩まされている。江理子との再会以降、彼女に想いを抱くようになる。
誠司の江理子に対する日々の言動から不信感を抱き、墓地までついていき、誠司の殺人告白を聞き彼の本性を知る。その後は江理子と颯斗を守るため行動を起こし、江理子に団地から離れるよう伝え、江理子と颯斗をビジネスホテルに匿う。しかし、居場所を突き止めた誠司の罠にはまって警察沙汰を起こしてしまった挙句、誠司のラジコンとなった影山に刺され瀕死の重傷を負った。
寺内美沙子
演 - 森恵美
寺内の亡き妻。大学時代の同級生と不倫していた。
東政夫
演 - 岡田優
加代子の夫。加代子との喧嘩中に、寺内に石で頭を殴られ、死亡した。

### ゲスト
第1話
与田庄一
演 - 小松政夫
あやめ町団地の古い住人。寺内のことを幼少期から知っていて持病や掛かり付けの病院について書くカードに自分の情報を書き込むなど、寺内の活動に協力する。妻に先立たれていたため、寺内が引っ越して来てすぐに首吊り自殺した。
松本武雄
演 - 柴田義之
あやめ町団地の住人。団地内でのゴミ捨てなどのルールを守らなかったため、寺内に殺害され、自室の風呂場で血だらけで倒れていたのを悪臭が気になった江理子・千恵・リンリンに発見された。
小林友美
演 - 福田ゆみ
典型的なモンスターペアレントで、あやめ町団地を貧乏で汚いなどと馬鹿にしたため穂乃花に息子を叩かれたことを根に持つ。その後、穂乃花に息子を叩いたことを謝られたが怒って追い返したため、寺内に家を放火された。ケガはしなかったものの、住んでいた自宅を失うなどの損害に遭った。
団地妻
演 - 藍田愛（第2話）
金田が読んでいた雑誌に登場したモデル。

第2話
田中郁美
演 - 春木みさよ
あやめ町団地の住人の一人。小学校のPTA会長を務めていたモンスターペアレント。江里子に対していじめ同然の扱いをしていたが、それを知った誠司の行動で狭間との不倫がバレてしまい、そのせいで夫との夫婦関係は崩壊し、親権をも失い、失意のまま団地を去った。
狭間一男
演 - 和田琢磨
二河屋の御用聞きの配達員。郁美の不倫相手。穂乃花を販売用のトラックで轢きそうになったり、配達したジュースを飲んだ寺内が倒れたため、ほかの住人から「二度と団地に来るな」と言われてしまう。
田中裕介
演 - 吉川逞来
郁美の息子。颯斗をいじめたあげく彼のカードを盗んだ。
郁美の夫
演 - 岩戸秀年
冒頭に登場。郁美に見送られて出勤していった。
女性
演 - 西野優希、坂本文子
あやめ町団地の住人。穂乃花や颯斗が通う小学校のPTA会員。最初は友人として郁美と仲良くしていたが、郁美の不倫が公になったあとは、彼女の噂話をしていた。
女優
演 - 温
金田がみていたアダルトビデオの女優。

第3話
松島七海
演 - 橘杏
高志の不倫相手。寺内に覚醒剤で殺害される。
刑事
演 - 兒玉宣勝
江理子の部屋を訪問した刑事。
看護師
演 - 久世理瀬
川に転落した颯斗を診た看護師。
バーのマスター
演 - 佐々木征史

第4話
男の子
演 - 松浦理仁（第5話）、遠藤壮馬（第5話）
あやめ町団地に住む子供。加代子をからかっていた。

第5話
田丸善治郎
演 - 鈴木省吾
霊媒師のふりをしてあやめ町団地の住人から金を奪い取ろうとし、寺内に殺害された。
明美
演 - 松本海希
あやめ町団地の住人。母を交通事故で亡くしている。田丸に騙されて、大きな壺を買った。

第6話
男性
演 - 春延朋也（第7話、最終話）
あやめ町団地の住人。認知症の妻がいる。完全に寺内を善人だと信じており、二宮を団地から追い出そうとしていた。
女性
演 - 松下美優
あやめ町団地の住人。幼い子供がいるため、住む場所が変わり家賃が上がったら生活できなくなると主張した。
男性
演 - 安本健
あやめ町団地の住人。
美沙子の不倫相手
演 - いしはらだいすけ
美沙子の大学時代の同級生。

第7話
影山幸子
演 - 二宮郁
二宮の元恋人。ストーカーおよび誠司のラジコンと化し、ナイフで二宮の腹を刺し重傷を負わし、逮捕される。
男性
演 - 古川慎（最終話）
あやめ町団地の住人。完全に寺内を善人だと信じており、二宮を団地から追い出そうとしていた。
警官
演 - 石田尚巳

最終話
警官
演 - 春海四方
高志を逮捕しようとしたが、彼から暴行を受けた。

話数不明
- 伊藤愛理
- 加藤櫻華
- 本多陽登
- 柳下晃河

## スタッフ
- 脚本 - 香坂隆史
- 演出 - 湯浅典子、千葉行利、高橋貴司、爲川裕之
- 音楽 - 田渕夏海、中村巴奈重、櫻井美希
- 主題歌 - majiko「ひび割れた世界」（ユニバーサルミュージック）[14]
- 企画 - 横田誠（東海テレビ）
- プロデュース - 遠山圭介（東海テレビ）、高橋史典（ケイファクトリー）、馬場三輝（ケイファクトリー）
- 制作著作 - ケイファクトリー
- 制作 - 東海テレビ

## 放送日程
| 各話   | 放送日  | サブタイトル                         | ラテ欄                                  | 演出     |
| ------ | ------- | ------------------------------------ | --------------------------------------- | -------- |
| 第1話  | 6月02日 | 団地にやってきた"最狂のおじいちゃん" | 誕生! 帰ってきた最狂のおじいちゃん      | 湯浅典子 |
| 第2話  | 6月10日 | 団地はしんせいなところです。         | 不貞の団地妻&騒音女に驚愕報復劇!!       | 湯浅典子 |
| 第3話  | 6月23日 | 自分をぎせいにするおじいちゃん       | 寺内さん 自分を犠牲にして全て手にする!? | 千葉行利 |
| 第4話  | 6月30日 | おじいちゃんと加代子さんのひみつ     | 大潜入!! ゴミ屋敷の老女と幽霊部屋の秘密 | 湯浅典子 |
| 第5話  | 7月07日 | 行け!ダンチマン!                     | 監禁地獄の親子喧嘩                      | 千葉行利 |
| 第6話  | 7月14日 | おじいちゃんのこくはく               | 不思議な家族ごっこ                      | 高橋貴司 |
| 第7話  | 7月21日 | 仕上げはおじい〜ちゃん               | 仕上げは寺内さん… 団地の敵に強権発動    | 爲川裕之 |
| 最終話 | 7月28日 | さらばダンチマン                     | 衝撃!!寺内さん!?                        | 千葉行利 |

- 第2話は、前日（9日）のフジテレビ制作 『「土曜プレミアム映画・海街diary」（21時 - 23時35分）が通常より25分拡大となるため、25分繰り下げの0時5分 - 1時に放送（日曜放送）。
- 6月16日はフジテレビ制作2番組『さんまのお笑い向上委員会』（23時40分 - 翌0時10分、通常より30分繰り下げ）・『2018 FIFAワールドカップ デイリーハイライト』（17日0時10分 - 0時40分）を放送のため、休止。